# Maska iz Warke
Maska iz Warke (poimenovana po sodobni vasi Warka, ki je blizu starodavnega mesta Uruk), znana tudi kot Gospa iz Uruka, iz leta 3100 pred našim štetjem, je ena najzgodnejših znanih upodobitev človeškega obraza. Izklesan marmornat ženski obraz je verjetno upodobitev Inane. Visoka je približno 20 cm in je bila verjetno vključena v večjo leseno kultno podobo, čeprav je le domneva, da je predstavljeno božanstvo. Je brez vzporednic v tem obdobju. Hranijo jo v Iraškem narodnem muzeju, saj so jo nepoškodovano našli po izropanju med invazijo Združenih držav na Irak leta 2003.
Lahko prikazuje tempeljsko boginjo. Školjke so morda služile kot očesne beločnice, zenice pa je morda oblikoval lapis lazuli, modri poldragi dragi kamen.

## Opis
Maska iz Warke je edinstvena po tem, da je prva natančna upodobitev človeškega obraza. Prejšnji poskusi, kot je glava Tell Brak, niso bili anatomsko natančni in so imeli pretirane nosove in ušesa. Visoka 21,2 centimetra je bila maska najverjetneje prvotno del celega kipa v naravni velikosti, verjetno narejenega iz lesa, z izpostavljenimi predeli 'kože' (roke, dlani, noge in najbolj očitno glava) saj so edini izdelani iz veliko redkejšega belega marmorja. Zadnji del glave bi bil prekrit z bitumnom in nato z barvno kovino - najverjetneje z zlatimi lističi ali bakrom. Ta kombinacija bi se nato v valovih razširila čez čelo. Ta lasni vložek bi bil pritrjen na masko s kovinskimi čepi, ki bi lahko bili vgravirani. Izdolbene oči in obrvi nosijo sledi starodavnega vložka, morda školjke in lapis lazulija. Perforacije na ušesih kažejo, da je podoba nekoč nosila nakit. Dele obrvi in las so poudarili tudi z barvnimi vložki.
Zadnji del glave je raven, z izvrtanimi luknjami za pritrditev.

## Odkritje
Masko iz Warke je 22. februarja 1939 odkrila ekspedicija nemškega arheološkega inštituta, ki jo je vodil dr. A. Nöldeke, v mestu Uruk južno od današnjega Bagdada. Maska je bila najdena v okrožju Eana (ali Iana) v mestu - tako imenovanem po boginji Inani, ki so ji posvečeni templji.

## Kraja in izterjava
Ko so ZDA leta 2003 napadle Irak, je bil Iraški narodni muzej (kjer je bila shranjena maska iz Warke) izropan. Maska naj bi bila odvzeta med 10. in 12. aprilom istega leta, skupaj s štiridesetimi drugimi deli, vključno z vazo iz Warka in kipom iz vasi Bassetki.
Prizadevanja za pridobitev teh artefaktov je vodil polkovnik mornariške rezerve Matthew Bogdanos, ki je s svojo ekipo začel preiskavo 21. aprila. Vendar pa je bila 812. četa vojaške policije (bojna podpora) USAR iz Orangeburga v New Yorku tista, ki je odkrila Masko tik pred oktobrom. Bogdanos pravi: »Obveščevalec, posameznik, Iračan, je vstopil v muzej z namigom, da ve, kje hranijo ali skrivajo starine, ne da bi prepoznal masko. Na podlagi teh informacij so člani preiskave, ki so bili še vedno v Bagdadu, odšli na to lokacijo, opravili izvidnico in nato izvedli racijo. Rezultati racije so bili na koncu dobri, vendar upanje na začetku ni bilo veliko, vendar so našli lastnika kmetije - to je kmetija v severnem Bagdadu - in po razgovoru s kmetom je ta priznal, da je dejansko imel antikviteto, v tem primeru Masko, zakopano v ozadju svoje kmetije. Preiskovalci so šli za kmetijo in odkril masko natanko tam, kamor jo je dal in je bila nedotaknjena in nepoškodovana«.

## Galerija
- Maska iz Warke
- Maska iz Warke v profilu
- Maska iz Warke v profilu, pogled od zadaj
- Maska iz Warke v profilu
- Maska iz Warke